# Evropaleta
Evropaleta (ang. EUR-pallet, Euro-pallet ali EPAL-pallet) je standarna paleta, zgrajena po specifikacijah »European Pallet Association (EPAL)«. Dimenzije palete so 1200×800×144 mm. Zgrajena je iz lesa in ima najmanj 78 žebljev, teža palete je okrog 20-25 kilogramov. Paleta lahko nosi vsaj tono tovora. V tipičen polpriklopnik gre 32-34 evropalet. Evropalete se zlahka prepozna po dimenzijah in vžignih logotipih »EUR« ali »EPAL«, velikokrat tudi oznaka železnice npr. DB ali SNCF. Evropalete so namenjene večkratni uporabi in so zamenljive. Cena rabljene palete je okrog 10–15 €.

### Druge velikosti Evropalet
4 najbolj pogosto uporabljani tipi:
| Tip        | Dimenzije (širina × dolžina) | Dimenzije (širina × dolžina) | ISO pallet alternative |
| ---------- | ---------------------------- | ---------------------------- | ---------------------- |
| EUR, EUR 1 | 800 × 1200 mm                | ISO1                         |                        |
| EUR 2      | 1200 × 1000 mm               | ISO2                         |                        |
| EUR 3      | 1000 × 1200 mm               |                              |                        |
| EUR 6      | 800 × 600 mm                 | ISO0, polovica palete EUR    |                        |